# لوسيوس ليون
لوسيوس ليون (بالإنجليزية: Lucius Lyon)‏ هو سياسي أمريكي، ولد في 26 فبراير 1800 في شلبورن في الولايات المتحدة، وتوفي في 24 سبتمبر 1851 في ديترويت في الولايات المتحدة. نشط حزبياً في الحزب الديمقراطي. وقد انتخب عضو مجلس النواب الأمريكي (4 مارس 1833 – 3 مارس 1835) وانتخب عضو مجلس النواب الأمريكي عن دائرة Michigan's 2nd congressional district ‏ (4 مارس 1843 – 3 مارس 1845) وانتخب عضو مجلس الشيوخ الأمريكي (26 يناير 1837 – 3 مارس 1839).